# Domeykita
La domeykita és un mineral de la classe dels sulfurs, dins de la qual pertany a la divisió dels aliatges. Wilhelm Haidinger li va donar nom el 1845 en honor del mineralogista polonès Ignacy "Ignacio" Domeyko (1802-1889), qui la va descriure per primera vegada el 1845 a la mina dels Cotons, a la regió de Coquimbo (Xile).

## Característiques
La fórmula d'aquest arsenur de coure és Cu₃As. Sol portar altres impureses que li donen coloracions, entre les quals són freqüents l'antimoni o el sofre. Cristal·litza en el sistema isomètric, tot i que els cristalls són molt rars. El seu hàbit típic són masses irregulars o formes botrioides. Es tracta d'un mineral de diafaneitat opaca, i de color entre blanc i gris. La seva lluentor és metàl·lica i té una duresa entre 3 a 3,5 a l'escala de Mohs. El seu pes específic oscil·la entre 7,2 i 8,1. Tot i ser una mena de coure menor, s'utilitza per a l'obtenció de coure.
Segons la classificació de Nickel-Strunz, la domeykita pertany a «02.AA: Aliatges de metal·loides amb Cu, Ag, Au» juntament amb els següents minerals: domeykita-β, algodonita, koutekita, novakita, cuprostibina, kutinaïta, al·largent, discrasita, maldonita i stistaïta.

## Formació i jaciments
Apareix a les zones d'enriquiment secundari en filons hidrotermals. És comú trobar-ne associada a altres minerals, com són la plata nativa, el coure natiu i l'algodonita.

## Varietats

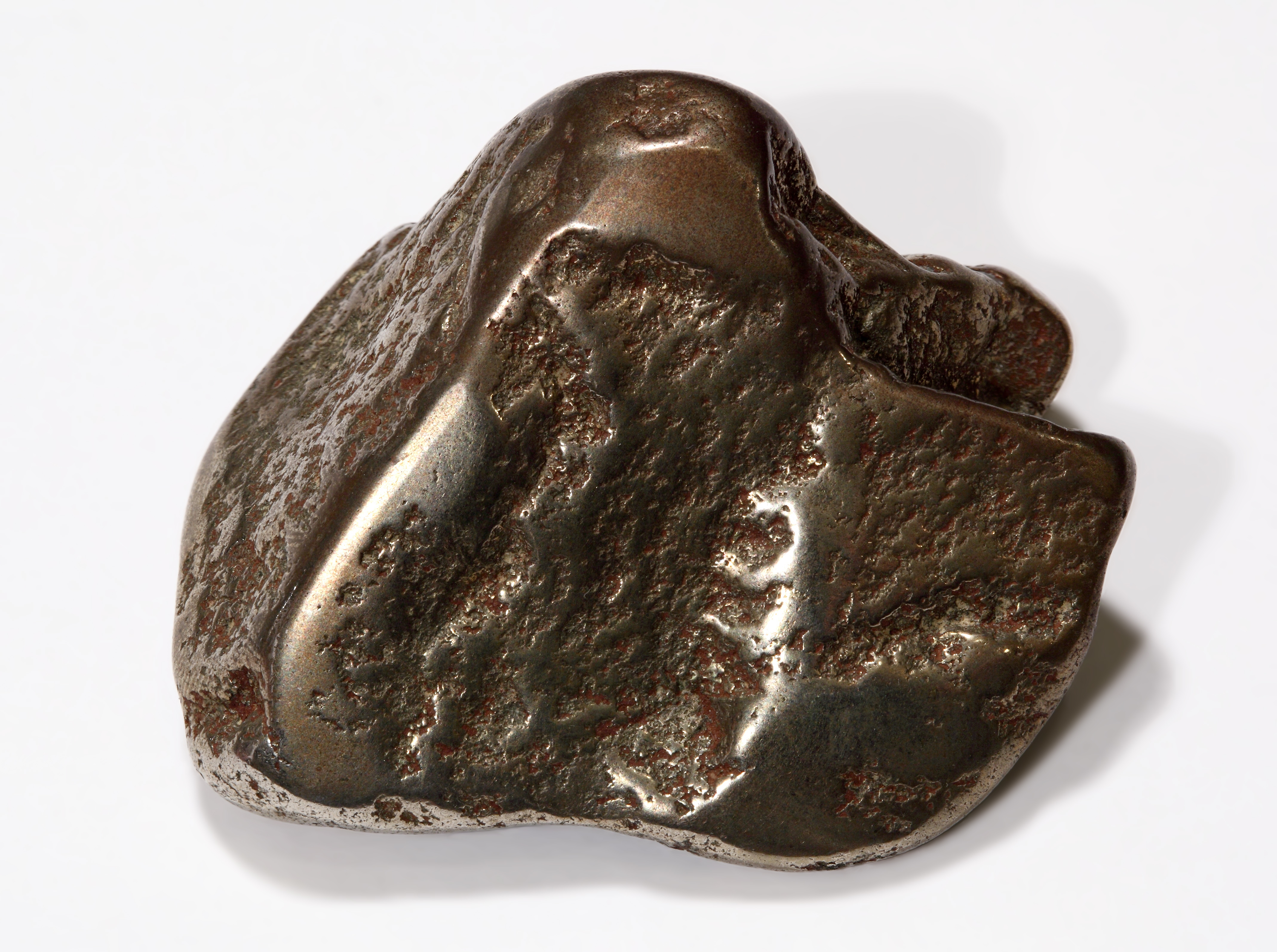
Mohawkita, una barreja de domeykita, argent i algodonita

Una varietat artificial és la argentodomeikita, en la qual el coure és substituït parcialment per plata. Tant aquesta varietat com la domeikita són polides i emprades com gemmes en joieria i amb finalitats ornamentals.
La mohawkita és una barreja entre domeykita, plata i algodonita, que rep el seu nom de la localitat de Mohawk, a Michigan, Estats Units.